# Funaria lepervanchei
Funaria lepervanchei là một loài Rêu trong họ Funariaceae. Loài này được (Besch.) Broth. mô tả khoa học đầu tiên năm 1924.